# فرودگاه کواترو دو فرویرو
 فرودگاه کواترو دو فرویرو (به انگلیسی: Quatro de Fevereiro Airport) (به زبان بومی: Aeroporto Quatro de Fevereiro) یک فرودگاه نظامی و همگانی با کد یاتا LAD است که یک باند فرود آسفالت دارد و طول باند آن ۳۷۱۶ متر است. این فرودگاه در شهر لوآندا کشور آنگولا قرار دارد و در ارتفاع ۷۴ متری از سطح دریا واقع شده است.

## شرکت‌های هواپیمایی و مقصدهای پروازی
| شرکت‌های هواپیمایی         | مقصدهای پروازی |
| ------------------------- | --- |
| ایر فرانس                 | شارل دوگل پاریس |
| ایر نامیبیا               | ویندهوک هوسیا کوتاکو |
| آریک ایر                  | مرتلا محمد |
| بریتیش ایرویز             | هیترو لندن |
| بروکسل ایرلاینز           | بروکسل |
| هواپیمایی امارات          | دوبی |
| هواپیمایی اتیوپی          | بوول |
| کاال‌امa                   | اسخیپول آمستردام |
| کنیا ایرویز               | جومو کنیاتا |
| لوفت‌هانزا                 | فرانکفورت |
| هواپیمایی پادشاهی مراکش   | محمد پنجم، لیبرویله |
| SonAir                    | کبیندا، کتومبلا، لوبانگو، سویو |
| SonAir اجرا توسط اطلس ایر | جرج بوش |
| هواپیمایی آفریقای جنوبی   | اولیور تامبو |
| تاگ آنگولا ایرلاینز       | پکن، مایا-مایا، کبیندا، کیپ‌تاون، کتومبلا، حراره، خوزه مارتی،آلبانوو ماچادو، اولیور تامبو، ان دیلی، کویتو، لیسبون پورتلا، لوبانگو، لوئه‌نا، لوساکا، ماپوتو، منونگ، نامیبه، اوندیوا پریرا، فرنسیسکو جسا کارنئیرو، ریو دوژانیرو گالیائو، سائو پائولو گوارولوس، سائوتومه، سوریمو، سویو، ویندهوک هوسیا کوتاکو |
| تاپ پرتغال                | لیسبون پورتلا |

Notes
^  Flights to and from Luanda proceed via ویندهوک. However, KLM does not carry local traffic rights between Luanda and Windhoek.